# IC 980
IC 980 — галактика типу E (еліптична галактика) у сузір'ї Діва.
Цей об'єкт міститься в оригінальній редакції індексного каталогу.